# Arachosia striata
Arachosia striata är en spindelart som först beskrevs av Eugen von Keyserling 1891.  Arachosia striata ingår i släktet Arachosia och familjen spökspindlar. Inga underarter finns listade i Catalogue of Life.